# Strike Back: Vendetta
Strike Back: Vendetta (conocida también como Strike Back: The Final Season) es una serie de televisión británica-estadounidense transmitida desde el 25 de febrero de 2020 hasta el 28 de abril de 2020, por medio de la cadena británica Sky 1 y desde el 14 de febrero de 2020 hasta el 17 de abril de 2020, por medio de la cadena estadounidense Cinemax. Es la octava y última parte de la serie Strike Back.
Vendetta tiene lugar algún tiempo después de los acontecimientos de Revolution. La Sección 20 tiene la misión de evitar que dos hermanos desaten una serie de ataques terroristas contra occidente, pero poco a poco descubren una conspiración entre las agencias de inteligencia occidentales.

## Reparto y personajes
Sección 20
- Daniel MacPherson como el Sargento Samuel Wyatt, miembro del Comando de Operaciones Especiales Conjuntas de los Estados Unidos.
- Warren Brown como el Sargento Thomas "Mac" McAllister, exmiembro de las Fuerzas Especiales del Reino Unido.
- Alin Sumarwata como Gracie Novin, miembro del Comando de Operaciones Especiales del Ejército Australiano.
- Jamie Bamber como el Coronel Alexander Coltrane, miembro del Ejército Británico y el nuevo comandante temporal de la Section 20.
- Varada Sethu como Manisha Chetri, miembro del Comando de Operaciones Especiales del Ejército Australiano y del Ejército Británico.

Agentes de la ley y funcionarios gubernamentales
- John Michie como Sir James Spencer, subjefe del MI6.
- Jacob Fortune-Lloyd como Constable Yoni Spiegel, Policía de Israel.
- Lorraine Burroughs como Carolyn Fortier, supervisora principal de la Dirección de Operaciones de la CIA.

Militares rusos
- Yasemin Allen como Katrina Zarkova, excapitana del FSB Alpha Group.
- John Albasiny como el teniente coronel Lev Kogan, subdirector del Centro Armado Combinado para la Guerra Electrónica.
- Semir Krivić como Sebastian Levkin, Servicio de Inteligencia Extranjera.

Antagonistas
- Goran Bogdan como Edon Demachi, el líder de la familia criminal Demachi.
- Ivana Miličević como Arianna Demachi / Elena Stabokina, esposa de Edon y matriarca de la familia Demarchi, que también es una agente encubierta para Rusia.
- Maxim Baldry como Loric Demachi, hijo de Edon y Arianna.
- Tomi May como Jovan Nishani / Branko Hajrovic, ex-oficial del ejército serbio de Bosnia y ejecutor de la familia Demarchi.
- Alec Secareanu como Zayef Hiraji, un terrorista musulmán bosnio y hermano menor de Mahir.
- Bamshad Abedi-Amin como Mahir Hiraji, un terrorista musulmán bosnio y hermano mayor de Zayef.
- Arty Froushan como Nadav Topal, un narcotraficante palestino y taxista.
- Daniel Donskoy como Danny Dahan, un narcotraficante israelí.
- Thomas Levin como Yada Haim, un jefe del crimen israelí y desarrollador inmobiliario.
- Marjan Radanovich es Sluchevsky, un francotirador y asesino ruso.
- Yayan Ruhian como Kabul, un activo de la CIA encargado de asesinar a la Sección 20 para encubrir los crímenes de guerra de la agencia.

## Episodios
| N.º en serie | N.º en temp. | Título       | Dirigido por                  | Escrito por                 | Fecha de emisión (EE.UU.) | Fecha de emisión (Reino Unido) |
| ------------ | ------------ | ------------ | ----------------------------- | --------------------------- | ------------------------- | ------------------------------ |
| 67           | 1            | «Episode 1»  | Paul Wilmshurst & Bill Eagles | Jack Lothian                | 14 de febrero de 2020     | 25 de febrero de 2020          |
| 68           | 2            | «Episode 2»  | Paul Wilmshurst               | Jack Lothian                | 21 de febrero de 2020     | 3 de marzo de 2020             |
| 69           | 3            | «Episode 3»  | Bill Eagles                   | James Dormer & Jack Lothian | 28 de febrero de 2020     | 10 de marzo de 2020            |
| 70           | 4            | «Episode 4»  | Bill Eagles                   | James Dormer & Jack Lothian | 6 de marzo de 2020        | 17 de marzo de 2020            |
| 71           | 5            | «Episode 5»  | Jon Jones                     | Jack Lothian                | 13 de marzo de 2020       | 24 de marzo de 2020            |
| 72           | 6            | «Episode 6»  | Jon Jones                     | Jack Lothian                | 20 de marzo de 2020       | 31 de marzo de 2020            |
| 73           | 7            | «Episode 7»  | John Strickland               | Jack Lothian                | 27 de marzo de 2020       | 7 de abril de 2020             |
| 74           | 8            | «Episode 8»  | John Strickland               | Jack Lothian                | 3 de abril de 2020        | 14 de abril de 2020            |
| 75           | 9            | «Episode 9»  | Bill Eagles                   | Jack Lothian                | 10 de abril de 2020       | 21 de abril de 2020            |
| 76           | 10           | «Episode 10» | Bill Eagles                   | Jack Lothian                | 17 de abril de 2020       | 28 de abril de 2020            |